# ホットスクランブル
ホットスクランブル（HOT SCRAMBLE）はSTVラジオで、2002年10月-2006年3月30日まで放送されていた、生放送のラジオ番組。

## 概要
2002年10月、牧泰昌が12年ぶりにSTVラジオにレギュラーパーソナリティーとして復帰した番組。1990年代まで放送されたホットライン パート2の流れを汲むものである。2005年にはナイターインでの月曜日の放送もあった。
2006年3月30日放送終了。番組終了後牧は牧泰昌の夕やけジャーナルを担当し番組内にコーナーの一部も引き継がれた。2006年のナイターオフ期間からは千ちゃんの幸せラジオドームを放送した。

## 放送時間
- ナイターオフ - 毎週月曜～金曜の午後6時00分～午後8時00分
- ナイターイン - ナイター中継がない月曜日の午後6時00分～午後9時00分
  - ナイターイン編成での放送は、2005年4月-9月まで実施された。
  - プロ野球中継が雨天中止の場合は、この番組を放送することもあるが、文化放送制作のビッグサウンズスペシャルを放送することもある。
  - ナイターインの場合は「牧泰昌のホットスクランブル・マンデースペシャル」として放送。

## プログラム
- 18:00 オープニング
- 18:10 ニュース
- 18:15 交通情報
- 18:20 ホットリポート
- 18:30 クイズ あの時キミは若かった!
- 18:40 トゥデイズトピックス
- 18:55 ニュース
- 19:00 懐かしのジュークBOX
- 19:15 路地裏のスピリッツ[1]
- 19:20 牧泰昌の「今日のオススメ」
月:青春のフォークフォーエバー
火:心の図書館
水:ジョークな夜
木:1枚のアルバム
金:なんでもカウントダウン
- 19:30 スクランブルトーク（19:30～19:50の時間は松本ひでおのショウアップナイターストライク!のCM基幹局ネットゾーン。）
月:税理士・川股修二
火:スポーツライター・永井謙一郎
水:温泉ライター・小野寺淳子
木:獣医師・高橋徹
金:作業療法士・石田裕二
- 19:40 天気予報
- 19:45 交通情報
- 19:50 ニュース
- 19:55 エンディング

## パーソナリティー
- 牧泰昌
- 奈良愛美
- 安田優子（リポーター）

## リンク
ホットスクランブル　-2004年11月11日付アーカイブ
| STVラジオ 平日18：00-20：00枠 (ナイターオフ期間）                                                                | STVラジオ 平日18：00-20：00枠 (ナイターオフ期間） | STVラジオ 平日18：00-20：00枠 (ナイターオフ期間） |
| 前番組 | 番組名                                            | 次番組                                            |
| --- | ------------------------------------------------- | ------------------------------------------------- |
| ホットラインNEXT 18：00-19：00 - 19:00からは ニッポン放送の松本ひでおと石川みゆきのヨッ！おつかれさん！ をネット | ホットスクランブル                                | 千ちゃんの幸せラジオドーム                        |